# 碱式硝酸镤
碱式硝酸镤是一种具有放射性的无机化合物，化学式为Pa(OH)2(NO3)3，其中镤为+5价。它可以从稀硝酸溶液中被磷酸三丁酯萃取。它在2~6 M硝酸溶液中，以其分子形式及离子形式（[Pa(OH)(NO3)3]+和[Pa(OH)2(NO3)4]−）存在，而五价镤的氧合离子（PaO3+和PaO2+）在溶液中是未知的。

## 相关化合物
Pa2O(NO3)8·2MeCN可由五氯化镤或五溴化镤在无水乙腈中和四氧化二氮反应得到。